# Пантелеимонов монастырь (Охрид)
Пантелеимонов монастырь — монастырь в Охриде, Северная Македония, расположенный в районе Плаошника и посвящённый великомученику Пантелеимону. По преданию, был построен святым Климентом. Существующая монастырская церковь построена в 2000-2002 гг. в формах византийской архитектуры.

## Основание

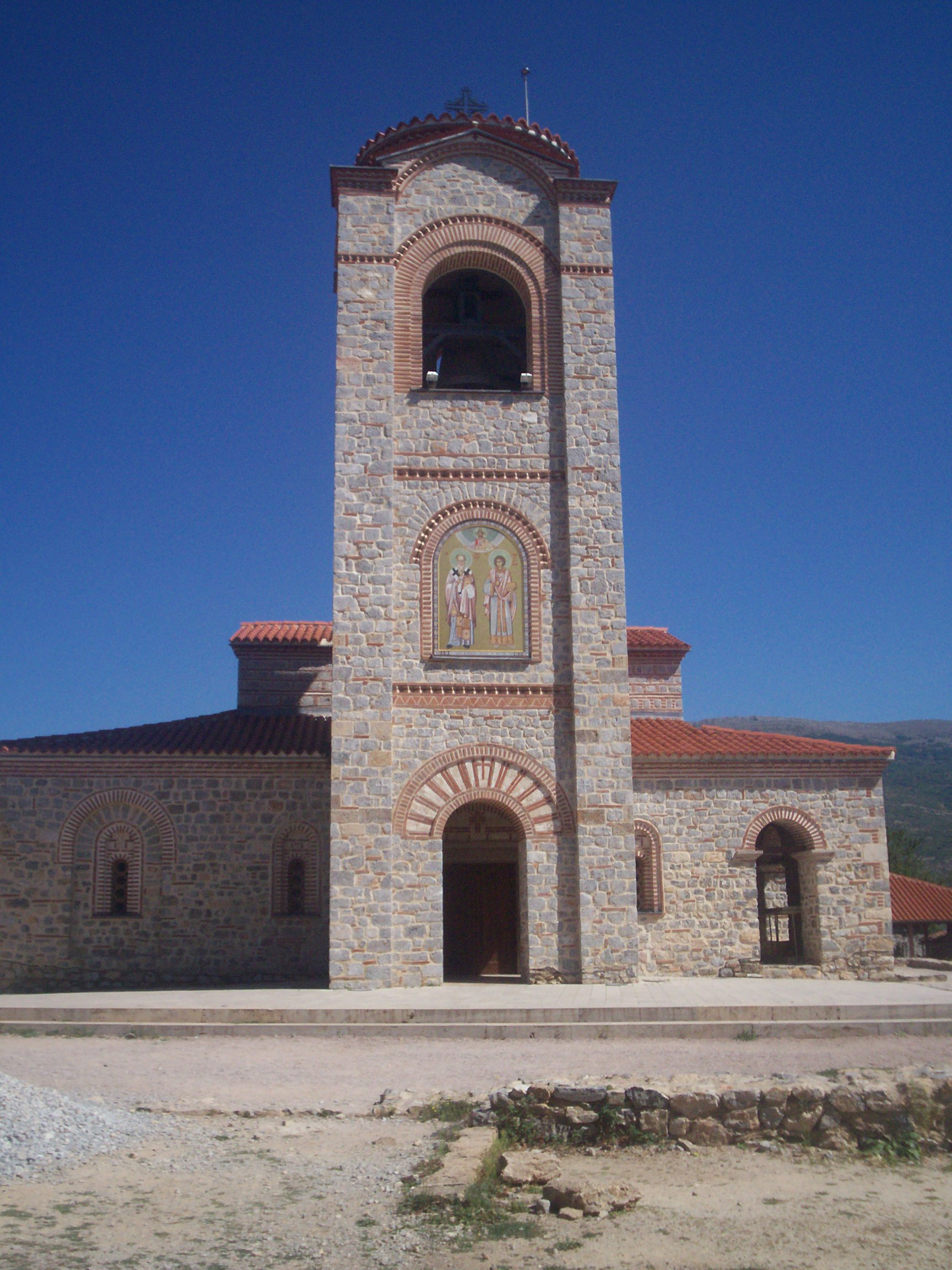
Недавно возведённая колокольня монастыря. Икона над входом изображает святых Климента и Пантелеймона и Христа над ними

В 866 году святой Климент, ученик святых Кирилла и Мефодия, прибыл в Охрид по просьбе болгарского царя Бориса I, чтобы заняться там миссионерской деятельностью. В 893 году в Охрид прибыл его ученик святой Наум.
В том же 893 году святым Климентом был предположительно основан монастырь и Охридская книжная школа при нём, где обучали славянской литературе и литургии. Традиция приписывает создание кириллицы Клименту Охридскому (в его кратком житии, сохранившемся только по-гречески, читается: «Придумал [Климент] и другие начертания для букв, дабы они были более ясными, нежели те, что изобрёл премудрый Кирилл»), но большинство исследователей не разделяет эту точку зрения. Число его учеников доходило до 3500 человек, впоследствии они распространяли знания о славянской письменности, что сделало монастырь культурным центром. В одном из источников монастырь даже назван старейшим в Европе университетом. Святой Климент скончался в 916 году и был похоронен в склепе монастыря.

## Превращение в мечеть
В конце XIV века Охрид перешёл под контроль Османской империи, и в XV веке монастырь был перестроен в мечеть. В начале XVI века, когда было принято решение о восстановлении ранее разрушенных церквей и монастырей, монастырь святого Климента был восстановлен, но на рубеже XVI и XVII веков вновь оказался разрушен (мощи святого Климента при этом были перемещены в другую церковь), а на его месте османами была возведена мечеть Имарет.

## Археологические раскопки

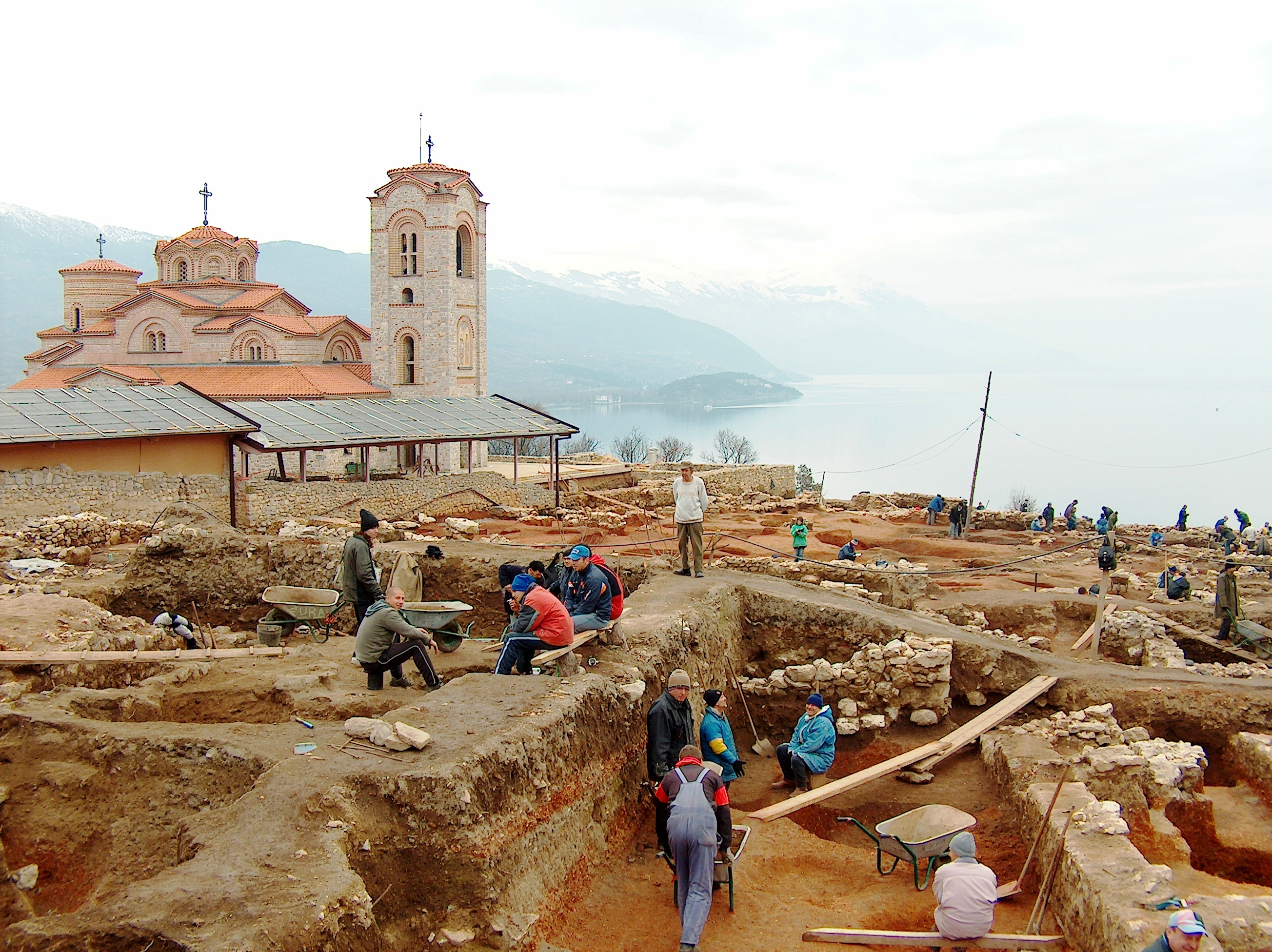
Археологические раскопки на территории монастыря (декабрь 2007 года)

Первые крупные раскопки на территории бывшего монастыря были проведены в 1965 году. В 1999 году велись обширные археологические работы около руин мечети Имарет, во время которых был обнаружен баптистерий пятинефной базилики с напоминавшим свастику символом на полу, датируемом периодом времени между IV и VI веками. Базилика была предположительно возведена в честь святого Павла. В 2002 году в монастыре были начаты работы по строительству нового собора, полностью завершившиеся в июле того же года. 10 октября 2007 года в ходе очередных раскопок было обнаружено 2383 венецианских монеты. Местный археолог Пасько Кузьман заявил о важности этой находки как доказывающей наличие торговых связей между Венецией и Охридом.